# Guillaume Bigourdan
Pour les articles homonymes, voir Bigourdan.
Guillaume Bigourdan (1851–1932) est un astronome de l'observatoire de Paris. Il a été président de l'Académie des sciences.
Il est connu pour sa méthode de mise en station des télescopes, encore utilisée par de nombreux astronomes amateurs. Son œuvre principale est l'étude des nébuleuses, qui lui vaut d'être distingué de la médaille d'or de la Royal Astronomical Society de Londres en 1919. Il contribue aussi plusieurs fois à l'histoire de l'astronomie.

## Biographie
Guillaume Bigourdan naît le 6 avril 1851, à Sistels (Tarn-et-Garonne), de Pierre Bigourdan et Jeanne Carrère. Il est le fils aîné d'une famille paysanne de trois enfants. Son intelligence est remarquée par son instituteur et le curé du village, et ses parents s'imposent de lourds sacrifices pour lui offrir une scolarité. Il obtient le baccalauréat en 1870, puis une licence de physique en 1874 et de mathématiques en 1876.
Il entre à l'observatoire de Toulouse en 1877 comme assistant de Félix Tisserand (un de ses enseignants), puis en 1879 à l'observatoire de Paris, dont Tisserand a été nommé directeur l'année précédente. Il voyage à la Martinique pour y observer le transit de Vénus de 1882, à Saint-Pétersbourg l'année suivante. Il observe l'éclipse totale du Soleil à Joal (Sénégal) le 16 avril 1893. Il se rend dans le même but à Hellín (Espagne) en 1900 et à Tunis en 1905.
En 1885, Guillaume Bigourdan épouse Sophie Mouchez, fille de l'amiral Amédée Mouchez, directeur de l'observatoire de Paris. De cette union naissent neuf enfants.
L'année suivante, il soutient sa thèse de doctorat sur « l'équation personnelle dans les mesures d'étoiles doubles », fruit d'un travail commencé en 1880 et portant sur 2 800 mesures micrométriques d'étoiles doubles. Il devient astronome titulaire à l'observatoire de Paris en 1897, succédant à Maurice Loewy et devançant Édouard Benjamin Baillaud[réf. nécessaire]. En 1903, il est nommé membre du Bureau des longitudes et de l'Académie des sciences. Son travail d'observation et de description des nébuleuses, publié dans les Annales de l'observatoire dans un catalogue de cinq volumes (3 000 pages), après vingt ans de recherches, achevé en 1911, lui vaut une renommée internationale. Il reçoit notamment la médaille d'or de la Royal Astronomical Society en 1919, et deux fois le prix Lalande : en 1883 et 1891.
Bigourdan participe à la transition du méridien de Paris au méridien de Greenwich. Il est le premier directeur du Bureau international de l'heure en 1920. Il est président de l'Académie des sciences et de l'Institut de France en 1924. Il prend sa retraite en 1926.
Guillaume Bigourdan meurt le 28 février 1932 à Paris. Il repose avec sa femme Sophie au cimetière du Montparnasse. Il était officier de la Légion d'honneur.
| (390) Alma | 24 mars 1894 |

## Travaux

### Comme auteur
- « Sur l'équation personnelle dans les mesures d'étoiles doubles », dans Annales de l'observatoire de Paris. Mémoires, t. 19, Paris, Gauthier-Villars et fils, 1889 Bibcode : 1889AnPar..19C...1B
- « Observations de nébuleuses et d'amas stellaires », dans Annales de l'Observatoire de Paris. Observations 1884, Paris, Gauthier-Villars — Les premières découvertes astronomiques, y compris le catalogue de de Chéseaux.
- « La prolongation de la méridienne de Paris, de Barcelone aux Baléares, d'après les correspondances inédites de Méchain, de Biot et d'Arago », dans Bulletin astronomique, 17 (1900), p. 348-368, 390-400, 467-480
- L'astronomie : évolution des idées et des méthodes, 1911
- « Observations des nébuleuses et d'amas stellaires », dans Annales l'Observatoire de Paris. Observations, 1917, p. 121-422
- « Les observations de Méchain et de Saron. Les coordonnées de l’observatoire de Colombes », dans Comptes rendus de l'Académie des sciences, 18 août 1930, p. 60« Les observations de Méchain […] s'étendent de 1778 à 1783. » — Saron est Jean Baptiste Gaspard Bochart de Saron, dit Bochart-Saron.
- « L'institut technologique de I. Porro », dans Comptes rendus de l'Académie des sciences, 3 novembre 1930 — Ignazio Porro est un inventeur, opticien et topographe italien.
- « Observations et coordonnées de la tour de Châtillon », Ibid., 191 (1930), p. 286-289 — Il s'agit d'observations de Pierre Charles Le Monnier.

### Comme éditeur scientifique
- Alexandre Guy Pingré : Annales célestes du dix-septième siècle, 1901 — Bigourdan est directeur de publication.
- Jean-Baptiste Joseph Delambre, Grandeur et figure de la Terre, 1912 — Publié par les soins de Bigourdan avec des notes et des cartes.

## Compléments